# سون لي
سون لي (بالصينية: 孙乐) (17 سبتمبر 1989 بشيجياتشوانغ في الصين - ) هو لاعب كرة قدم صيني في مركز حراسة المرمى. لعب مع نادي مجموعة شانغهاي الدولية للموانئ وShijiazhuang Tiangong F.C. ‏.

## وصلات خارجية
- سون لي على موقع قاعدة بيانات كرة القدم.إي يو (الإنجليزية)
- سون لي على موقع Soccerway.com (الإنجليزية)